# Erwan Quintin
Erwan Quintin, né le 1er février 1984 à Auray (Morbihan), est un footballeur français jouant au poste de défenseur à l'ES Ploemel.

## Biographie

### Carrière de joueur
En 2003, après avoir été formé à Vannes, il part au centre de formation des Girondins de Bordeaux où il joue deux saisons et fait une apparition en Ligue 1. Le 16 novembre 2003, il affiche une sélection dans l'équipe de France 98, qui dispute un match de solidarité à Bordeaux, remplaçant Lizarazu à la 65ème minute de jeu. 
Après des passages remarqués à l'Entente Sannois Saint-Gratien et à Nîmes, il rejoint le club de ses débuts, Vannes, lors de l'été 2007. Il remporte le championnat National en 2008 et accède à la Ligue 2 avec le Vannes OC. En 2009 il dispute la finale de la Coupe de la Ligue contre Bordeaux. 
Le 22 juin 2012, Ouest-France annonce la signature d'Erwan Quintin à l'AC Arles-Avignon à la suite de l'expiration de son contrat avec le club breton. Après deux saisons et demie dans la formation provençale, il résilie son contrat alors que le club se trouve en dernière position en Ligue 2.
En janvier 2015, il signe en faveur de Châteauroux. Le 24 janvier 2015, contre Clermont, lors de la 21e journée de Ligue 2, il percute violemment le défenseur clermontois Jacques Salze. Le bilan est très lourd : fracture du plancher orbital, fracture de la mâchoire, neuf dents cassées, palais et lèvres ouverts, et une entorse du rachis crânien. Il ne rejoue ainsi avec Châteauroux que lors de la dernière journée de championnat.
Le 22 juin 2015, il rejoint le Stade lavallois pour un contrat de deux ans. En avril 2016, il fait partie d'une liste de 58 joueurs sélectionnables en équipe de Bretagne, dévoilée par Raymond Domenech qui en est le nouveau sélectionneur.
Après cinq années à Vannes en N3 puis N2 il rejoint en juillet 2022 l'ES Ploemel en R3.

### Engagements syndicaux
Lors de la saison 2014-2015 il est délégué syndical de l'UNFP au sein de l'AC Arles-Avignon. Il occupe de nouveau cette fonction au Stade lavallois en 2016.

## Palmarès
- Avec le  Vannes OC :
  - Champion de National en 2008
  - Finaliste de la Coupe de la Ligue en 2009
  - Champion de France de National 3 en 2018

- 2 sélections en Équipe de Bretagne en 2008 et 2013

## Statistiques
| Saison                | Club                  | Championnat           | Championnat | Championnat | Coupe nationale | Coupe nationale | Coupe de la Ligue | Coupe de la Ligue | Total | Total |
| Saison                | Club                  | Division              | M.          | B.          | M.              | B.              | M.                | B.                | M.    | B.    |
| 2001-2002             | Vannes OC             | CFA                   | 3           | 0           | -               | -               | -                 | -                 | 3     | 0     |
| 2002-2003             | Vannes OC             | CFA                   | 24          | 2           | -               | -               | -                 | -                 | 24    | 2     |
| Sous-total            | Sous-total            | Sous-total            | 27          | 2           | -               | -               | -                 | -                 | 27    | 2     |
| 2003-2004             | Girondins de Bordeaux | Ligue 1               | 1           | 0           | -               | -               | -                 | -                 | 1     | 0     |
| 2004-2005             | Girondins de Bordeaux | Ligue 1               | -           | -           | -               | -               | -                 | -                 | 0     | 0     |
| Sous-total            | Sous-total            | Sous-total            | 1           | 0           | -               | -               | -                 | -                 | 1     | 0     |
| 2005-2006             | Entente SSG           | National              | 31          | 2           | 2               | 2               | -                 | -                 | 33    | 4     |
| 2006-2007             | Nîmes Olympique       | National              | 24          | 2           | 1               | 0               | -                 | -                 | 25    | 2     |
| 2007-2008             | Vannes OC             | National              | 37          | 2           | 4               | 0               | -                 | -                 | 41    | 2     |
| 2008-2009             | Vannes OC             | Ligue 2               | 28          | 0           | 4               | 0               | 6                 | 0                 | 38    | 0     |
| 2009-2010             | Vannes OC             | Ligue 2               | 21          | 0           | 4               | 1               | 3                 | 0                 | 28    | 1     |
| 2010-2011             | Vannes OC             | Ligue 2               | 32          | 3           | 3               | 0               | 1                 | 0                 | 36    | 3     |
| 2011-2012             | Vannes OC             | National              | 22          | 1           | 3               | 0               | 2                 | 0                 | 27    | 1     |
| Sous-total            | Sous-total            | Sous-total            | 140         | 6           | 18              | 1               | 12                | 0                 | 170   | 7     |
| 2012-2013             | AC Arles-Avignon      | Ligue 2               | 30          | 0           | 3               | 0               | 3                 | 0                 | 36    | 0     |
| 2013-2014             | AC Arles-Avignon      | Ligue 2               | 33          | 1           | -               | -               | 2                 | 0                 | 35    | 1     |
| 2014-2015             | AC Arles-Avignon      | Ligue 2               | 15          | 0           | 1               | 0               | 2                 | 0                 | 18    | 0     |
| Sous-total            | Sous-total            | Sous-total            | 78          | 1           | 4               | 0               | 7                 | 0                 | 89    | 1     |
| 2014-2015             | LB Châteauroux        | Ligue 2               | 4           | 0           | 1               | 0               | -                 | -                 | 5     | 0     |
| 2015-2016             | Stade lavallois       | Ligue 2               | 29          | 2           | 2               | 0               | 3                 | 0                 | 34    | 2     |
| 2016-2017             | Stade lavallois       | Ligue 2               | 23          | 0           | 3               | 0               | 2                 | 0                 | 28    | 0     |
| Sous-total            | Sous-total            | Sous-total            | 52          | 2           | 5               | 0               | 5                 | 0                 | 62    | 2     |
| 2017-2018             | Vannes OC             | National 3            | 21          | 5           | 5               | 0               | -                 | -                 | 26    | 5     |
| 2018-2019             | Vannes OC             | National 2            | 22          | 1           | 5               | 1               | -                 | -                 | 27    | 2     |
| 2019-2020             | Vannes OC             | National 2            | 18          | 1           | 1               | 0               | -                 | -                 | 19    | 1     |
| 2020-2021             | Vannes OC             | National 2            | 5           | 0           | 1               | 0               | -                 | -                 | 6     | 0     |
| Sous-total            | Sous-total            | Sous-total            | 66          | 7           | 12              | 1               | -                 | -                 | 78    | 8     |
| Total sur la carrière | Total sur la carrière | Total sur la carrière | 423         | 22          | 43              | 4               | 24                | 0                 | 490   | 26    |